# كينيث دبليو. تومسون
كينيث دبليو. تومسون (بالإنجليزية: Kenneth W. Thompson)‏ هو عالم سياسة أمريكي، ولد في 29 أغسطس 1921، وتوفي في 2 فبراير 2013.